# Kinderliederen (liedboek)

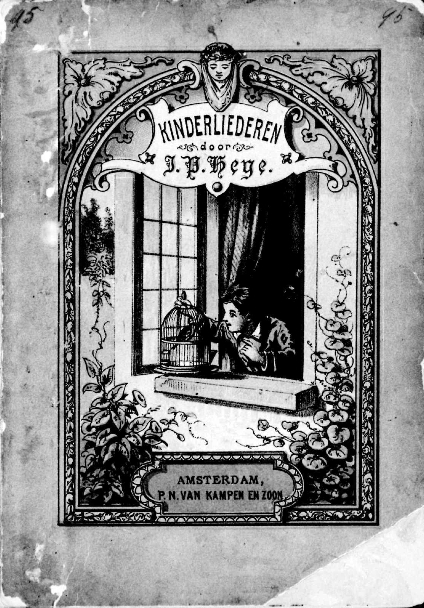
Jan Pieter Heije, Kinderliederen (druk van 1847; 1e druk 1843). Geïllustreerd voorblad.

Het kinderliedboek Kinderliederen, met liedteksten van de Amsterdamse arts Jan Pieter Heije, verscheen in 1843. In de jaren erna verschenen er nog twee deeltjes (2e bundel 1844; 3e bundel 1845). Alle bundels werden meerdere keren herdrukt. In 1861 verscheen het verzamelde werk Al de kinderliederen. Dit bevat 150 kinderliedjes en werd eveneens herdrukt.
Verschillende kinderliedjes uit Kinderliederen bleven bekend tot in de twintigste en eenentwintigste eeuw, waaronder 'Daar zaten zeven kikkertjes', 'Klein vogelijn, op groenen tak'; 'Tusschen Keulen en Parijs'; en het sinterklaasliedje 'Zie, de maan schijnt door de boomen'.

## Muziek
Heije was de eerste tekstdichter die geheel brak met het gebruik om liedjes te schrijven op bestaande melodieën.
Verschillende Nederlandse toondichters zetten kinderliedjes uit de bundels van Heije op muziek. Als secretaris van het hoofdbestuur van de Maatschappij tot Bevordering der Toonkunst had Heije contacten met vele componisten van de negentiende eeuw. Zijn vaak strofische liedteksten werden van een nieuwe, bijpassende melodie voorzien door bekende toondichters van zijn tijd.
In het geval van de kinderliederen waren dit met name de componisten: J.G. Bastiaans, J.G. Bertelmans, J.B van Bree, George H. Broekhuijzen (jr), A. ten Cate, J. Ax, K. A. Craeijevanger, David Koning, W. Smits, J.J.H. Verhulst, J.J. Viotta, J.J. Wilms en L. van der Wulp.

## Achtergrond

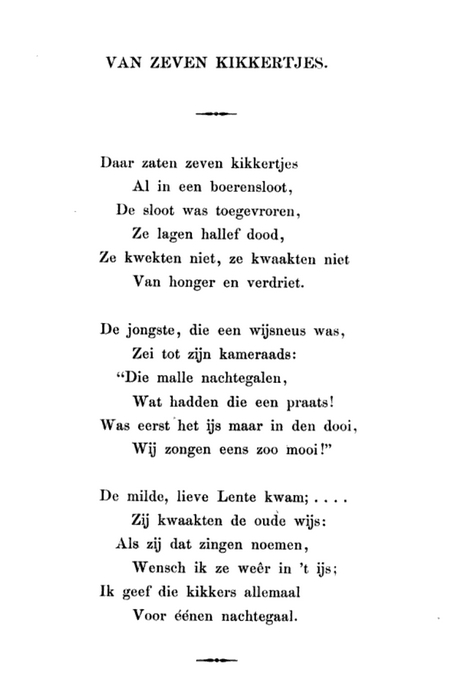
Het kinderliedje 'Daar zaten zeven kikkertjes / Al in een boerensloot' in de bundel Al die kinderliederen (1861). In 1912 werd dit opgenomen in Kun je nog zingen, zing dan mee! Voor jonge kinderen.

De kinder- en volksliedjes van J.P. Heije zijn de oudste liedjes van een bekende tekstdichter die tot in de eenentwintigste eeuw bekend bleven in de groep van traditionele kinderliedjes die in de volksmond werden gezongen.
De liederen waren niet alleen vernieuwend door de nieuw gecomponeerde, bijpassende melodieën. De liedteksten waren ook minder moralistisch dan tot dan toe gebruikelijk in achttiende- en negentiende-eeuwse kinderlied- en schoolliedbundels. Uit de kinderliederen spreekt een positief kindbeeld. De thematieken in zijn volksliederen waren met name idealistisch (wandelen in de natuur, frisse buitenlucht voor stadkinderen) en vaderlandslievend (de nederlandse vlag, historische figuren als Michiel de Ruyter enzovoort).
De Maatschappij tot Nut van 't Algemeen had al vanaf het einde van de achttiende eeuw geprobeerd om stichtelijke liedjes te verspreiden, waarin idealen uit de Verlichting (zoals de burgerlijke deugden, en het opvoeden van kinderen tot deugdzame en beschaafde burgers) konden worden uitgedragen. 't Nut had ook geijverd voor verplichte zangles op lagere scholen, wat in 1857 werd ingevoerd. Vanaf de invoering van de leerplicht in 1900 kregen alle kinderen zangonderwijs. 't Nut zorgde voor lesboeken (zoals Handleiding en schoolboek voor het Volks-zangonderwijs door Wilhelmus Smits (3 dln., 1845-1850)) en liedboekjes, waaronder ook liedjes van Heije. Zo raakten zijn liedjes in korte tijd in brede kring verspreid.
Heije heeft als tekstdichter, bestuurslid van 't Nut en bestuurslid van Toonkunst een grote invloed gehad op het negentiende-eeuwse muziekleven en muziekonderwijs. Dankzij zijn inspanningen werd het zangleven verrijkt met Nederlandse liederen die op muziek waren gezet door eigentijdse, Nederlandse componisten. Een groot aantal van deze liederen bleef tot ver in de twintigste eeuw bekend en geliefd.
Jan Pieter Heije wordt als kinderliedschrijver wel geplaatst tussen de moralistische Hieronymus van Alphen (18e eeuw) en de humoristische Jan Goeverneur (19e eeuw).

## Liedjes uit de bundelKinderliederen
Verschillende liedjes uit Heijes drie kinderliedbundels raakten bekend en werden in andere (school)liedbundels opgenomen. Voorbeelden hiervan zijn:
- Daar zaten zeven kikkertjes / Al in een boerensloot (muziek: T. Steenhuis), dl. 1[5]
- Duifjes met uw blanke veêren, / Vlieg je niet door alle weêr (muziek: J.W. Wilms), dl. 1[5]
- Heisa! dat hamert er lustig op toe, / Smidje! vertel me 'reis, wordt ge niet moe? (muziek: J.J.H. Verhulst, ook: W.H. de Groot), dl. 1[5]
- Honger is de beste saus; / Draven, slaven, zwoegen, zweeten (muziek: J. Verhulst), dl. 2[6]
- Ik heb een' kleinen, kleinen tuin, / Daar kweek ik bloemen in (muziek: J.B. van Bree), dl. 1[5]
- In het groene loover / Zit een vogelijn (muziek: Frans Coenen), dl. 3[6]
- Komt, knapen en meisjes! verheft nu in koor / Den grond, die uw wieg heeft gedragen (muziek: W. Smits), dl. 3[6]
- Klein vogelijn, op groenen tak! / Wat zingt ge een lustig lied (muziek: W. Smits), dl. 1[6]
- Lammetje loop je zoo eenzaam te blâten Over de heî! Over de heî! / Hoe kom je hier, zoo van allen verlaten  (muziek: J.G. Bertelman), dl. 1[5]
- Rechtop van lijf, rechtop van ziel, / Dàt is een stand naar mijn behagen! (muziek: J.J. Viotta), dl. 3[6]
- Tusschen Keulen en Parijs / Leît de weg naar Rome (muziek: J.G. Bastiaans), dl. 1
- Viooltje, zacht van kleuren! / Gij siert mijn' kleinen hof (muziek: H.J. Stomp), dl. 2[6]
- Wie rusten wil in 't groene woud, / Wie rusten wil met lusten (muziek: J. Worp), dl. 3[7]
- Zie, de maan schijnt door de boomen, / Makkers! staakt uw wild geraas (muziek: J.J. Viotta), dl. 1[5][6]
- Zonneschijntje, morgenlicht, / Als ge tintelt op de ramen (muziek: J.J. Viotta), dl. 3[6]